# Основність
Осно́вність (англ. basicity) — здатність речовини виявляти основні властивості, тобто в найпростішому випадку реагувати з кислотами. Визначається для оксидів та гідроксидів.

## Основність в хімії
Див. також Основи (хімія).
Здатність сполук проявляти властивості основи при взаємодії з іншими сполуками. Для основ Бренстеда — тенденція сполуки діє як акцептор гідрона (протона). Основність сполук часто виражається кислотністю спряженої кислоти (спряжена кислотно-оснόвна пара). Для основ Льюїса вона полягає у константі асоціації продуктів Льюїса і σ-продуктів.

### Основність за Льюїсом
(англ. Lewis basicity)
Термодинамічна тенденція речовини діяла як основа Льюїса. Мірою цієї властивості для ряду основ є константи рівноваги при утворенні продуктів з певною еталонною кислотою Льюїса.

### Основність кислоти
(англ. basicity of acid)
Кількість атомів H в молекулі кислоти, які можуть бути передані нею спряженій основі в процесі дисоціації.

## Основність в металургії
Осно́вність (метал.) — відношення вмісту основних оксидів (Ca, Fe, Mg, Mn) у шлаку до вмісту кислотних (Si, Al, P).
Основність металургійного шлаку розраховується за допомогою наступної формули:
{\displaystyle B={\frac {(CaO)+k_{1}(FeO)+k_{2}(MnO)+k_{3}(MgO)+...}{(SiO_{2})+k_{1}'(P_{2}O_{5})+k_{2}'(Al_{2}O_{3})+k_{3}'(Fe_{2}O_{3})+...}}},
де (CaO), (FeO), (MnO), (MgO) — концентрації основних оксидів, а (SiO2), (P2O5), (Al2O3), (Fe2O3) — концентрації кислотних оксидів;

k1, k2, k3 — коефіцієнти, величиною яких враховується еквівалентність FeO, MnO, MgO найбільш сильному основному оксиду CaO;

k1', k2', k3' — коефіцієнти, величиною яких враховується еквівалентність P2O5, Al2O3, Fe2O3 найбільш сильному кислотному оксиду SiO2.

На сьогоднішній день точні значення коефіцієнтів еквівалентності різних оксидів не встановлені. Тому зазвичай для розрахунку основності шлаку користуються спрощеним співвідношенням:

{\displaystyle B={\frac {(CaO)}{(SiO_{2})+(P_{2}O_{5})}}}
Розрахована таким чином величина основ шлаку є достатньо точною його характеристикою при високих температурах заключного періоду плавки. Однак, вона не враховує того, що при низьких температурах початку плавки FeO має властивості основного оксиду. З цієї причини шлаки початкового періоду плавки (з високим вмістом оксидів заліза) можуть видаляти з металу значні кількості сірки і фосфору, маючи основність В < 1. При високих температурах кінця плавки для успішного видалення сірки і фосфору з металу основність шлаку повинна становити не менше 2,5 — 3,0.